# Jagged Little Pill Acoustic
Jagged Little Pill Acoustic — восьмой студийный альбом Аланис Мориссетт, выпущенный на лейбле Maverick Records в США 13 июня 2005 года; диск представляет собой акустическую версию её альбома Jagged Little Pill 1995 года. Альбом был доступен в североамериканском Starbucks только до 26 июля 2005 года, после чего альбом начал продаваться во всех розничных магазинах. Эта ограниченная доступность привела к разногласиям между Maverick Records и HMV Canada, которые отвечали за снятие с продажи других альбомов Мориссетт, пока Jagged Little Pill Acoustic продается в Starbucks. Единственный сингл альбома в США — «Hand in My Pocket». В США было продано 372 000 копий.

## Список композиций
Все тексты написаны Аланис Мориссетт, вся музыка написана Гленом Баллардом и Аланис Мориссетт.
| №   | Название                                | Длительность |
| --- | --------------------------------------- | ------------ |
| 1.  | «All I Really Want»                     | 5:24         |
| 2.  | «You Oughta Know»                       | 4:58         |
| 3.  | «Perfect»                               | 3:26         |
| 4.  | «Hand in My Pocket»                     | 4:32         |
| 5.  | «Right Through You»                     | 3:40         |
| 6.  | «Forgiven»                              | 4:43         |
| 7.  | «You Learn»                             | 4:10         |
| 8.  | «Head over Feet»                        | 4:17         |
| 9.  | «Mary Jane»                             | 5:08         |
| 10. | «Ironic»                                | 3:57         |
| 11. | «Not the Doctor»                        | 4:26         |
| 12. | «Wake Up» / «Your House» (скрытый трек) | 9:56         |

- В оригинальном альбоме Jagged Little Pill песня «Your House» была записана в стиле «а капелла», но здесь она записана с гитарой.

## Чарты
| Чарт (2005)                      | Наивысшая позиция |
| -------------------------------- | ----------------- |
| Canadian Albums Chart            | 19                |
| США (Billboard 200)              | 50                |
| Швейцария (Schweizer Hitparade)  | 5                 |
| France Albums Chart              | 8                 |
| Австрия (Ö3 Austria)             | 9                 |
| Великобритания (UK Albums Chart) | 12                |

| Чарт (2005)                   | Наивысшая позиция |
| ----------------------------- | ----------------- |
| Германия (Offizielle Top 100) | 15                |
| United World Chart            | 18                |
| Австралия (ARIA)              | 21                |
| Brazil Albums Chart           | 23                |
| Italy Albums Chart            | 38                |